# İsmail Deniz

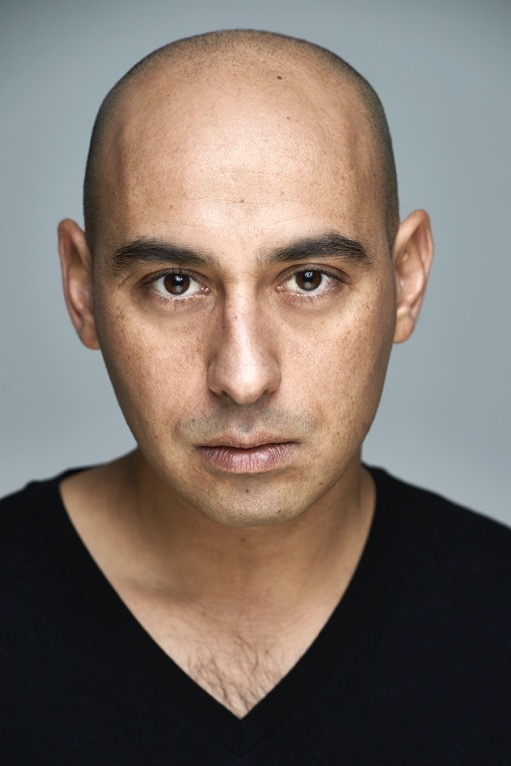
İsmail Deniz

İsmail Deniz (* 1979 in Dinslaken) ist ein deutscher Theater- und Filmschauspieler. Mit seinen Produktionen tourte er quer durch Europa. İsmail Deniz arbeitete als Schauspieler unter anderem in Deutschland, Österreich, Griechenland, Türkei und Südkorea im Theater und für Kinoproduktionen. 

## Wirken
Sein Schauspielstudium absolvierte der Sohn türkischer Eltern von 2002 bis 2006 an der Otto-Falckenberg-Schule in München.  Während seiner Studienzeit und zwischen den Theaterengagements wirkte İsmail Deniz in zahlreichen Film- und Fernsehproduktionen mit wie zum Beispiel „Kammerflimmern“, „Unter Verdacht“, „Ironman - Vom Junkie zum Spitzensportler“, „Armee der Stille“ und „Homies“.
Danach wurde er am Wiener Volkstheater engagiert, wo er unter der Regie von Nuran David Çalış in „Die Räuber“ und „Macbeth“ spielte. Weitere Projekte folgten unter anderem an den Münchener Kammerspielen, am Schauspielhaus Essen, Theater Bonn, Schauspielhaus Bochum und Theater Koblenz.
In Berlin spielte İsmail Deniz am Hebbel-Theater und am neu gegründeten Ballhaus Naunynstraße. Wiederum unter Neco Çelik  spielte er 2009 am Ballhaus Naunynstraße den jungen Muslim in Zaimoglus und Senkels Lessing-Bearbeitung Nathan Messias.

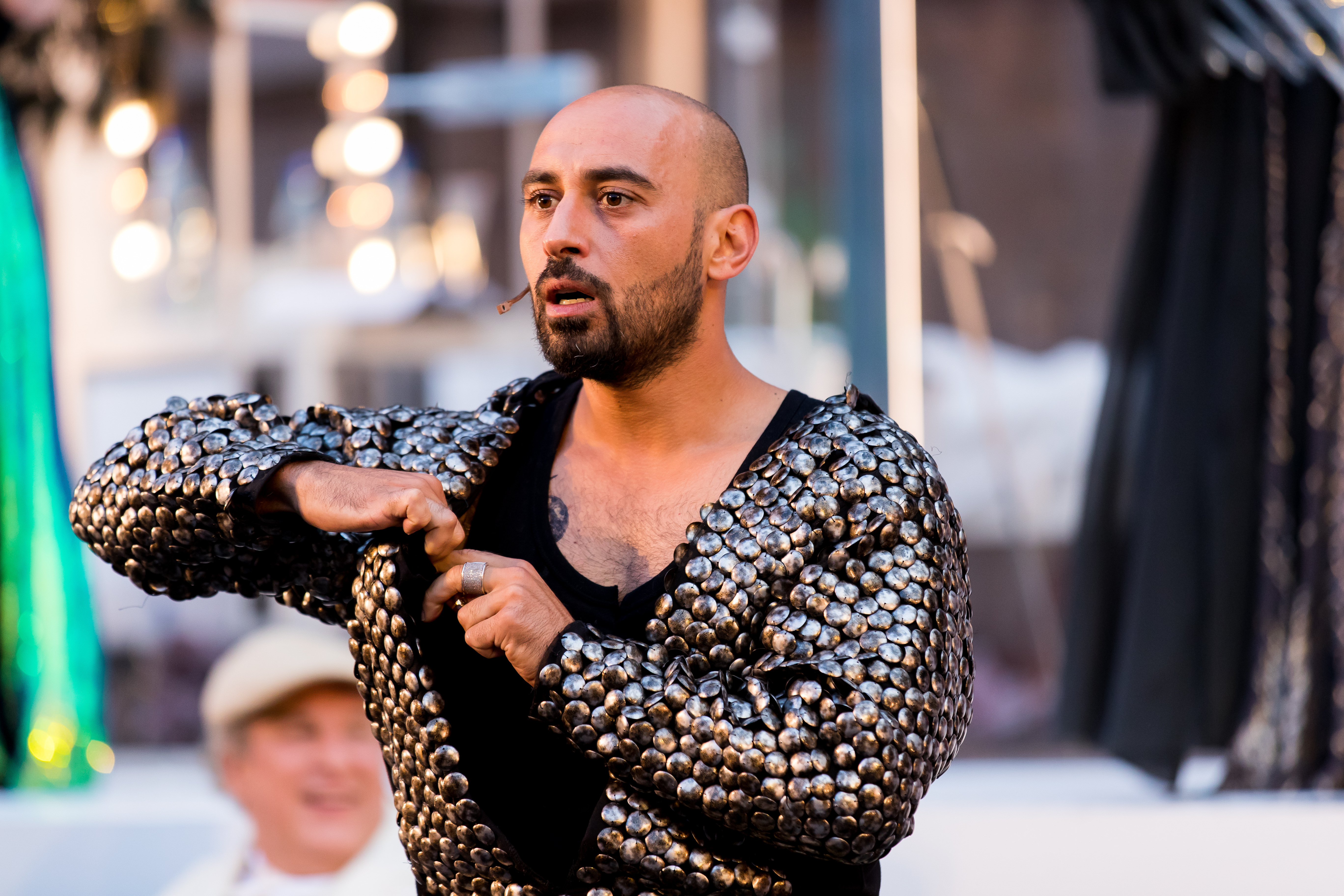
İsmail Deniz als Siegfried Mohamad Söder bei den Nibelungenfestspielen in Worms 2016

Bei den Festspielen Athen wirkte İsmail Deniz in der Produktion „Der gefesselte Prometheus“ mit. Weiterhin zeichnen seine berufliche Laufbahn Engagements in internationalen Kinofilmproduktionen wie „Prisoners of War“ aus.
Seine erste Regiearbeit führte İsmail Deniz an der Landesbühne Dinslaken mit „Warten, dass das Leben beginnt“ durch. Die Inszenierung wurde vom Goethe-Institut in die Türkei eingeladen.

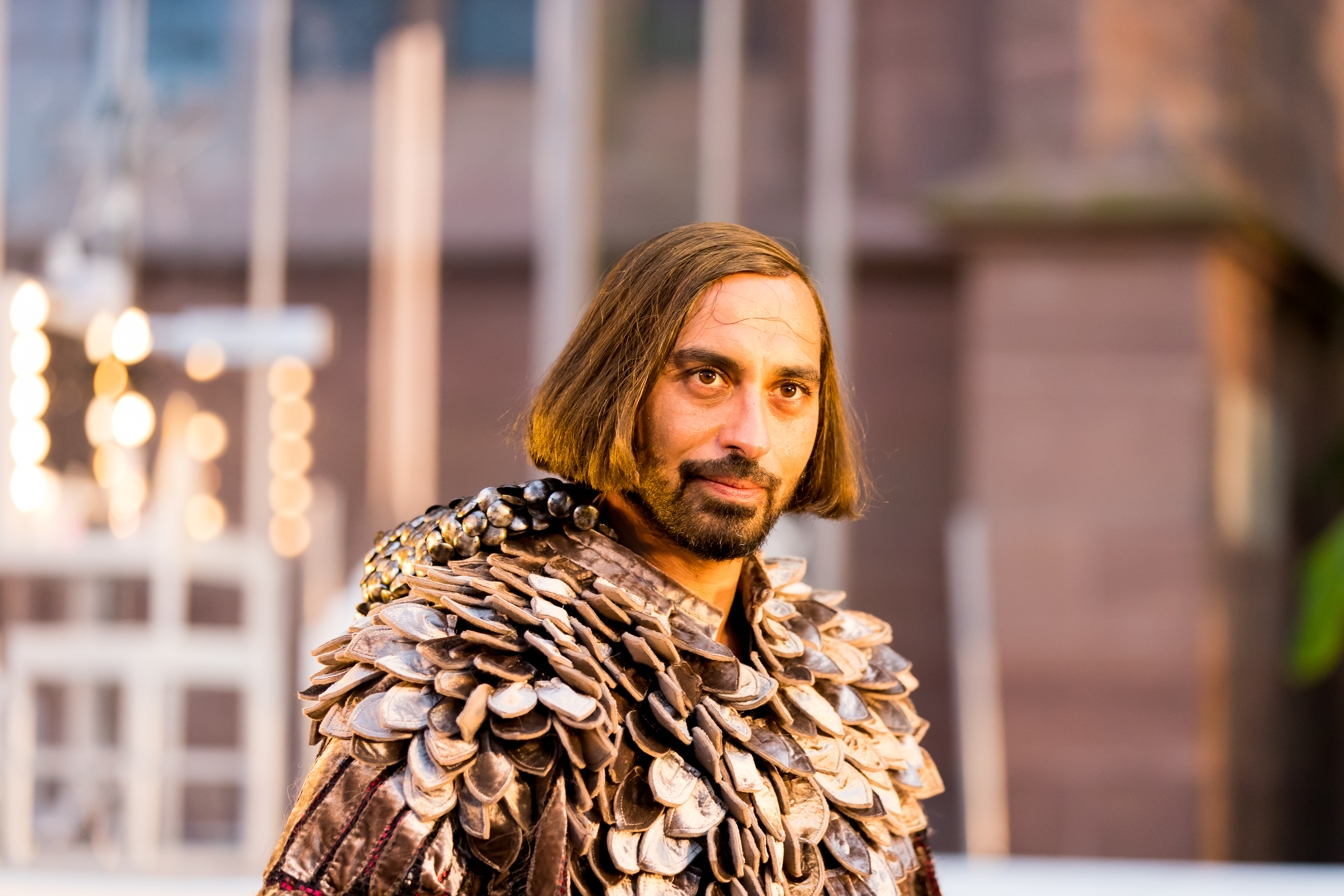
İsmail Deniz als Siegfried Mohamad Söder bei den Nibelungenfestspielen in Worms 2016

Am Residenztheater München ist İsmail Deniz in der Produktion „Die 40 Tage des Musa Dagh“ zu sehen. Bei den Nibelungenfestspielen Worms übernahm er 2016 die Rolle des Siegfrieds. Am Deutschen Theater Berlin spielt İsmail Deniz in Kuffar. Die Gottesleugner von Nuran David Calis in der Uraufführung am 11. Dezember 2016.

## Filmografie
- 2024: Vorübergehend glücklich – Vredenhorst (Fernsehfilm)
- 2022: Tatort: Propheteus
- 2015: Mordkommission Istanbul (Fernseh-Krimireihe)
- 2013: Revolution now (Sterntaler Film)
- 2012: Prisoners of War / My Way (Kinofilm International)
- 2011: MEK8 (Actionconcept)
- 2011: Homies (Kinofilm)
- 2009: 15 Meter (Kurzfilm)
- 2007: Armee der Stille: La isla Bonita (Kinofilm)
- 2007: Lauf um Dein Leben – vom Junkie zum Spitzensportler (Kinofilm)
- 2006: SOKO 5113 – Der Fremde Freund (Serie)
- 2005: Unter Verdacht (Reihe)
- 2004: Dance with me Germany (Arthouse)
- 2004: Kammerflimmern (Kinofilm)
- 2003: Klageruf der Saz (Kurzfilm)
- 2003: Zur Hölle mit Dir (Kurzfilm)

### Theater/Bühne
- 2018: Die 10 Gebote (Staatsschauspiel Dresden)
- 2016: Kuffar. Die Gottesleugner (Deutsches Theater Berlin)
- 2016: Die 40 Tage des Musa Dagh (Residenztheater München)
- 2016: Gold. Der Film der Nibelungen (Nibelungenfestspiele Worms)
- 2016: Urban Prayers (Ruhrtriennale)
- 2015: Viel Lärm um nichts (Stadttheater Koblenz)
- 2015: Moby Dick (Theater im Ballsaal Bonn)
- 2015: Peer Gynt (Prinz-Regent-Theater Bochum)
- 2015: Nathan Bilge (Prinz-Regent-Theater Bochum)
- 2014: Vor den Hunden (Theater im Ballsaal Bonn)
- 2013/14: Nathan Bilge (Stadttheater Koblenz)
- 2013: Kleiner König Kalle Wirsch (Schauspielhaus Bochum)
- 2013: Sag mal, dass wir nicht zu Hause sind (Ballhaus Naunynstraße Berlin)
- 2011/12: Zoff in Chioggia (Schauspielhaus Bochum)
- 2010: Prometheus (Theater Athen)
- 2009: Nathan Messias (Ballhaus Naunynstraße Berlin)
- 2009: Zwei Welten (Theater Bonn)
- 2008: Jenseits – bist Du schwul oder Türke (Hebbel am Ufer Berlin)
- 2008: Titus Andronicus (Schauspiel Essen)
- 2008: Dog Eat Dog vs. Café Europa (Ballhaus Naunynstraße Berlin)
- 2007: Ausgegrenzt (Kammerspiele München)
- 2007: Macbeth (Volkstheater Wien)
- 2007: Heiliges Land (Festspiele Ludwigshafen)
- 2006: Die Räuber (Volkstheater Wien)